# DeShaun
 (novembre 2022).
DeShaun ou Deshaun est un prénom masculin, porté surtout aux États-Unis depuis la seconde moitié du XXe siècle et l'émergence des prénoms afro-américains (en).

## Personnalités
- DeShaun Foster (1980- ), joueur américain de football américain ;
- DeShaun Thomas (1991- ), joueur américain de basket-ball ;
- Deshaun Watson (1995- ), joueur américain de football américain.

Pour les articles sur les personnes portant ce prénom, consulter les listes générées automatiquement pour DeShaun

## Variante DeShawn[2]
- DeShawn Sims (1988- ), joueur américain de basket-ball ;
- DeShawn Stevenson  (1981- ), joueur américain de basket-ball.

Pour les articles sur les personnes portant ce prénom, consulter les listes générées automatiquement pour DeShawn